# Barbara Auer
Barbara Auer, née le 1er février 1959 à Constance (Allemagne), est une actrice allemande.

## Filmographie

### Au cinéma
- 2001 : Nuages, Lettres à mon fils : narratrice
- 2006 : Der Liebeswunsch : Marlene
- 2007 : Yella
- 2009 : Effi Briest
- 2013 : La Voleuse de livres
- 2017 : Vakuum : Meredith

### À la télévision
- 2000-2001 : Commissaire Brunetti (série télévisée)

2015 : Meurtres à Nordholm (série télévisée)